# Clube Ferroviário de Maputo
Clube Ferroviário de Maputo, conhecido como Ferroviário de Maputo, é um tradicional clube de futebol, basquetebol, natação, ciclismo, atletismo, boxe, karate e de hóquei em patins de Maputo, Moçambique.
Participa no Moçambola e no Campeonato Moçambicano de Hóquei em Patins.

## História
Foi fundado em 1924, sob o nome de Clube Ferroviário de Moçambique-Sede, mudado depois para Clube Ferroviário de Lourenço Marques a fim de distinguir das delegações provinciais do clubes. Após a independência, o  clube ganhou outra denominação em 1976: Clube Ferroviário de Maputo, que persiste até os dias de hoje.
Com génese na empresa Caminhos de Ferro de Moçambique, e possuindo um património imóvel invejável desportivo e social, tem clubes-irmãos em todas as capitais provinciais e até em alguns distritos ou bairros do país, designadamente: Ferroviário das Mahotas, de Gaza (cidade de Xai-Xai), de Mabalane, de Inhambane, de Gondola e de Machipanda, na província de Manica, Ferroviário da Beira e da Manga, em Sofala, de Moatize, em Tete, de Quelimane e de Mocuba, na província da Zambézia, de Nampula e de Nacala, na província de Nampula, de Lichinga, em Niassa e de Pemba, em Cabo Delgado. Como um todo, é conhecido como Clube Ferroviário de Moçambique, distinguindo os diversos ferroviários pelos nomes das respectivas sedes territoriais.

## Títulos

### Futebol
- Moçambola: (10) 1982, 1989, 1996, 1997, 1999, 2002, 2005, 2008, 2009 e 2015.
  - era colonial:  (8) 1956, 1961, 1963, 1966, 1967, 1968, 1970, 1972.
  - Campeonato Distrital de Lourenço Marques: (14) 1931, 1932, 1934, 1935, 1936, 1939, 1942, 1947, 1949, 1950, 1951, 1954, 1955, 1958.
- Taça de Moçambique: (7) 1982, 1989, 1996, 2004, 2009, 2011 e 2024.

### Hóquei em Patins
- Campeão de Moçambique: (13) 1955, 1956, 1957, 1961, 1962, 1963, 1977, 1985, 1986, 1988,  2005, 2008, 2009 e 2013.
- Campeão de Portugal: (1) 1962.[2]